# سهر طوال الليل (رحمانينوف)
سهر طوال الليل هي مقطوعة كورالية بدون موسيقى من تأليف سيرجي رحمانينوف، عُرضت لأول مرة في 23/10/1915 في موسكو.
تتكون القطعة من إعدادات نصوص مأخوذة من مراسم السهر طوال الليل الأرثوذكسية الروسية. وقد تم الإشادة بها باعتبارها أفضل إنجاز لرحمانينوف و"أعظم إنجاز موسيقي للكنيسة الأرثوذكسية الروسية". 
غالبًا ما يُترجم عنوان العمل بشكل خاطئ على أنه صلاة الغروب. وهذا غير صحيح حرفيًا ومفاهيميًا عند تطبيقه على العمل بأكمله؛ فقط الحركات الست الأولى من الحركات الخمس عشرة تتضمن نصوصًا من ساعة صلاة الغروب الكنسية الأرثوذكسية الروسية. 

## التاريخ

### تاريخ التأليف
قام رحمانينوف بتأليف نشيد السهر طوال الليل في أقل من أسبوعين في يناير وفبراير 1915. ربما يكون نشيد السهر طوال الليل جديرًا بالملاحظة باعتباره أحد إعدادين طقسيين (الآخر هو قداس القديس يوحنا الذهبي الفم) من تأليف ملحن توقف عن حضور الخدمات الكنسية. وكما هو مطلوب من قبل الكنيسة الأرثوذكسية الروسية، استند رحمانينوف في عشرة من الأقسام الخمسة عشر على الترانيم. ومع ذلك، فإن الأقسام الخمسة الأصلية (الأرقام 1 و3 و6 و10 و11) كانت متأثرة بشدة بالترانيم لدرجة أن الملحن أطلق عليها "تقليدًا واعيًا".
يُعد عمل رحمانينوف تتويجًا لعقدين سابقين من الاهتمام بالموسيقى المقدسة الروسية، كما بدأ بإعداد تشايكوفسكي لنشيد السهر طوال الليل. إن أوجه التشابه بين الأعمال، مثل الاستخدام المكثف للترانيم التقليدية، توضح مدى تأثير تشايكوفسكي؛ ومع ذلك، فإن إعداد رحمانينوف أكثر تعقيدًا في استخدامه للتناغم والتنوع النصي والتعدد الصوتي. 

### تاريخ الأداء
أُقيم أول أداء في موسكو في 23/10 مارس 1915، جزئيًا لصالح المجهود الحربي الروسي. قاد نيكولاي دانيلين جوقة موسكو السينودسية المكونة من الذكور فقط في العرض الأول. وقد لاقى ترحيبًا حارًا من النقاد والجمهور على حد سواء، وكان ناجحًا للغاية لدرجة أنه تم أداؤه خمس مرات أخرى في غضون شهر.ومع ذلك، أدت الثورة الروسية عام 1917 وصعود الاتحاد السوفييتي إلى إدانة الحكومة للموسيقى الدينية، وفي 22 يوليو 1918 تم استبدال جوقة السينودس بـ "أكاديمية جوقة الشعب" غير الدينية. وقد كُتب أن "لا يوجد تأليف يمثل نهاية عصر بوضوح مثل هذا العمل الليتورجي". 
يدمج القادة الحركات الفردية لصلاة رحمانينوف في الأداء المقدس الفعلي، أو الاحتفال (باستخدام المصطلح الأرثوذكسي المناسب)، بصلاة الليل. في ليلة 2 أبريل 2022، احتفل المطران هيلاريون ألفييف بصلاة ليل هرمية شملت جميع حركات عمل رحمانينوف، مدمجة مع الترتيب الكامل للخدمة. 

## التحليل
تتضمن المقطوعة ثلاثة أنماط من الترانيم: زناميني (بالأرقام 8 و9 و12 و13 و14)، وأسلوب يوناني أكثر إنشادًا (الأرقام 2 و15)، وترانيم "كييف" - ترانيم تم تطويرها في كييف في القرنين السادس عشر والسابع عشر (الأرقام 4 و5). قبل الكتابة، درس رحمانينوف الترانيم القديمة تحت إشراف ستيبان سمولينسكي، الذي أهدى إليه القطعة. وهي مكتوبة لجوقة مكونة من أربعة أجزاء، مكتملة بالباسو العميق. ومع ذلك، يوجد في العديد من الأجزاء تناغم من ثلاثة أو خمسة أو ستة أو ثمانية أجزاء؛ في نقطة ما في الحركة السابعة، تنقسم الجوقة إلى أحد عشر جزءًا. تحتوي كل من الحركتين 4 و9 على عزف منفرد قصير للتينور، بينما تتميز الحركتان 2 و5 بعزف منفرد طويل للآلتو والتينور على التوالي. الحركة الخامسة، نونك ديميتيس، اكتسبت شهرة كبيرة بسبب نهايتها حيث يتعين على النغمات المنخفضة أن تتفاوض على سلم تنازلي ينتهي بسي بيمول منخفض (سي بيمول الثالث أسفل سي الوسطى). عندما عزف راتشمانينوف هذا المقطع في البداية لكاستالسكي ودانيلين استعدادًا للأداء الأول، تذكر راتشمانينوف أن:
هز دانيلين رأسه قائلاً، "أين على وجه الأرض نجد مثل هذه النغمات المنخفضة؟ إنها نادرة مثل الهليون في عيد الميلاد!" ومع ذلك، فقد وجدها. كنت أعرف أصوات مواطني..